# Coulx

Coulx este o comună în departamentul Lot-et-Garonne din sud-vestul Franței. Se află la o altitudine de 50 m deasupra nivelului mării. Are o suprafață de 16,32 km². Populația este de 254 locuitori, determinată în 1 ianuarie 2022, prin recensământ.

## Evoluția populației
| An        | 1975 | 1982 | 1990 | 1999 | 2006 | 2009 |
| --------- | ---- | ---- | ---- | ---- | ---- | ---- |
| Populație | 302  | 268  | 290  | 248  | 225  | 236  |